# Saison WNBA 2011
Navigation
Saison 2010 Saison 2012
La saison WNBA 2011 est la 15e saison de la WNBA. La saison régulière commence le 3 juin 2011 par un affrontement entre les Sparks de Los Angeles au Staples Center face au Lynx du Minnesota du premier choix de la daft, Maya Moore. Le Storm de Seattle, tenant du titre, reçoit ses bagues et hisse sa bannière de champion le 4 juin face au Mercury de Phoenix.
Le Lynx du Minnesota remporte le premier titre WNBA de son histoire en s'imposant par trois victoires à zéro en finale WNBA face au Dream d'Atlanta. Tamika Catchings est désignée meilleure joueuse de la saison et Seimone Augustus meilleure joueuse des finales.

## Faits notables 2010-2011
- Le nouveau contrat de télédiffusion avec ESPN (2009–2016) prévoit pour la première fois que les équipes recevront directement des droits.
- Depuis 2009, la taille minimale du roster est passée de 13 à 11 joueuses. Les franchises tombant à moins neuf joueuses opérationnelles - cas de blessure, de grossesse, ou tout cas de force majeure - auront droit à un recrutement supplémentaire exceptionnel sur avis de la Ligue pour retrouver au moins neuf joueuses. Au retour des absents, aucune joueuse du roster initial ne peut être écartée.
- Le 12 octobre 2010, le Liberty de New York nomme John Whisenant, qui avait entraîné les Monarchs, entraîneur et manageur général.
- Le 29 octobre 2010, l'entraîneur du Spartak Moscou Pokey Chatman est nommée entraîneuse et manageur général du Sky de Chicago.
- Le 1er novembre 2010, les Mystics de Washington annoncent que l'entraîneur Julie Plank et la manageur générale sont tous deux remplacées par Trudi Lacey.
- Le 3 décembre 2010, Donna Orender qui présidait la Ligue depuis six ans annonce son départ à la fin du mois.
- Le 11 janvier 2011, les Silver Stars de San Antonio nomment Dan Hughes entraîneur.
- Le 7 avril 2011, les Mystics de Washington dévoilent un contrat de sponsoring avec Inova Health System faisant d'eux la cinquième franchise avec un sponsor maillot.
- Le jour de la draft, Adidas présente la tenue Revolution 30. Maillot et short seront 30 % plus légers et mieux résistants à la transpiration[1].
- Le 21 avril 2011, le commissaire de la NBA David Stern annonce que Laurel J. Richie prend ses fonctions de nouvelle présidente de la WNBA le 16 mai.
- Le Liberty de New York jouera ses rencontres des trois saisons à venir au Prudential Center à Newark (New Jersey), en raison de travaux de rénovation du Madison Square Garden.

## 2011 WNBA Draft
La loterie de la draft WNBA s'est tenue le 2 novembre 2010 entre le Shock de Tulsa, le Lynx du Minnesota (2 choix, dont un via le Sun du Connecticut) et le Sky de Chicago. Le premier choix va au Lynx.
La cérémonie de la draft a lieu le 11 avril 2011 à Bristol (Connecticut), diffusé sur ESPN pour le premier tour et sur ESPNU et NBA TV pour les deux suivants.
Les premiers choix de cette draft sont:
1. Maya Moore, Lynx du Minnesota
2. Elizabeth Cambage, Shock de Tulsa
3. Courtney Vandersloot, Sky de Chicago
4. Amber Harris, Lynx du Minnesota (via le Sun du Connecticut)

## Compétition

### Saison régulière

#### Classements
V = victoires, D = défaites, PCT = pourcentage de victoires, GB = retard (en nombre de matchs)
| Équipe                | V  | D  | PCT. | GB | Domicile | Extérieur | conférence |
| --------------------- | -- | -- | ---- | -- | -------- | --------- | ---------- |
| Fever de l'Indiana    | 21 | 13 | 61,8 | –  | 13–4     | 8–9       | 13–9       |
| Sun du Connecticut    | 21 | 13 | 61,8 | –  | 15–2     | 6–11      | 14–8       |
| Dream d'Atlanta       | 20 | 14 | 58,8 | 1  | 11–6     | 9–8       | 14–8       |
| Liberty de New York   | 19 | 15 | 55,9 | 2  | 12-5     | 7–10      | 11–11      |
| Sky de Chicago        | 14 | 20 | 41,2 | 7  | 10–7     | 4–13      | 10–12      |
| Mystics de Washington | 6  | 28 | 17,6 | 15 | 4–13     | 2–15      | 4–18       |

| Équipe                      | V  | D  | PCT. | GB | Domicile | Extérieur | conférence |
| --------------------------- | -- | -- | ---- | -- | -------- | --------- | ---------- |
| Lynx du Minnesota           | 27 | 7  | 79,4 | –  | 14–3     | 13–4      | 18–4       |
| Storm de Seattle            | 21 | 13 | 61,8 | 6  | 15–2     | 6–11      | 15–7       |
| Mercury de Phoenix          | 19 | 15 | 55,9 | 8  | 11–6     | 8–9       | 11–11      |
| Silver Stars de San Antonio | 18 | 16 | 52,9 | 9  | 9–8      | 9–8       | 11–11      |
| Sparks de Los Angeles       | 15 | 19 | 44,1 | 12 | 10–7     | 5–12      | 10–12      |
| Shock de Tulsa              | 3  | 31 | 8,8  | 24 | 2–15     | 1–16      | 1–21       |

| Qualifié pour les playoffs |

### Playoffs

Logo des play-offs.

#### Tableau récapitulatif
|  | Premier tour (3 matches) | Premier tour (3 matches) | Premier tour (3 matches) |           |   | Finales de Conférence (3 matches) | Finales de Conférence (3 matches) | Finales de Conférence (3 matches) |  |  | Finales WNBA (5 matches) | Finales WNBA (5 matches) | Finales WNBA (5 matches) |
|  |                          |                          |                          |           |   |                                   |                                   |                                   |  |  |                          |                          |                          |
|  | E1                       | Indiana                  | 2                        |           |   |                                   |                                   |                                   |  |  |                          |                          |                          |
|  | E4                       | New York                 | 1                        |           |   |                                   |                                   |                                   |  |  |                          |                          |                          |
|  | E4                       | New York                 | 1                        |           |   | Indiana                           | 1                                 |                                   |  |  |                          |                          |                          |
|  | Conférence Est           |                          |                          |           |   | Indiana                           | 1                                 |                                   |  |  |                          |                          |                          |
|  |                          |                          |                          | Atlanta   | 2 |                                   |                                   |                                   |  |  |                          |                          |                          |
|  | E2                       | Connecticut              | 0                        | Atlanta   | 2 |                                   |                                   |                                   |  |  |                          |                          |                          |
|  | E2                       | Connecticut              | 0                        |           |   |                                   |                                   |                                   |  |  |                          |                          |                          |
|  | E3                       | Atlanta                  | 2                        |           |   |                                   |                                   |                                   |  |  |                          |                          |                          |
|  |                          |                          |                          |           |   |                                   |                                   |                                   |  |  |                          | Atlanta                  | 0                        |
|  |                          |                          |                          | Minnesota | 3 |                                   |                                   |                                   |  |  |                          |                          |                          |
|  | W1                       | Minnesota                | 2                        |           |   |                                   |                                   |                                   |  |  |                          |                          |                          |
|  | W4                       | San Antonio              | 1                        |           |   |                                   |                                   |                                   |  |  |                          |                          |                          |
|  | W4                       | San Antonio              | 1                        |           |   | Minnesota                         | 2                                 |                                   |  |  |                          |                          |                          |
|  | Conférence Ouest         |                          |                          |           |   | Minnesota                         | 2                                 |                                   |  |  |                          |                          |                          |
|  |                          |                          |                          | Phoenix   | 0 |                                   |                                   |                                   |  |  |                          |                          |                          |
|  | W2                       | Seattle                  | 1                        | Phoenix   | 0 |                                   |                                   |                                   |  |  |                          |                          |                          |
|  | W2                       | Seattle                  | 1                        |           |   |                                   |                                   |                                   |  |  |                          |                          |                          |
|  | W3                       | Phoenix                  | 2                        |           |   |                                   |                                   |                                   |  |  |                          |                          |                          |

#### Détails des rencontres
| Match #                                            | Date                                            | Lieu                                            | Rencontre                                       | Score                                           |
| Premier Tour                                       | Premier Tour                                    | Premier Tour                                    | Premier Tour                                    | Premier Tour                                    |
| Conférence Est                                     | Conférence Est                                  | Conférence Est                                  | Conférence Est                                  | Conférence Est                                  |
| Indiana-New York : Victoire d'Indiana par 2 à 1    | Indiana-New York : Victoire d'Indiana par 2 à 1 | Indiana-New York : Victoire d'Indiana par 2 à 1 | Indiana-New York : Victoire d'Indiana par 2 à 1 | Indiana-New York : Victoire d'Indiana par 2 à 1 |
| -------------------------------------------------- | ----------------------------------------------- | ----------------------------------------------- | ----------------------------------------------- | ----------------------------------------------- |
| 1                                                  | 15 septembre 2011                               | Indianapolis                                    | Indiana-New York                                | 74-72                                           |
| 2                                                  | 17 septembre 2011                               | New York                                        | New York-Indiana                                | 87-72                                           |
| 3                                                  | 19 septembre 2011                               | Indianapolis                                    | Indiana-New York                                | 72-62                                           |
| Connecticut-Atlanta: Victoire de Atlanta par 2 à 0 |                                                 |                                                 |                                                 |                                                 |
| 1                                                  | 16 septembre 2011                               | Uncasville                                      | Connecticut-Atlanta                             | 84-89                                           |
| 2                                                  | 18 septembre 2011                               | Atlanta                                         | Atlanta-Connecticut                             | 69-64                                           |
| Conférence Ouest : Victoire de Minnesota par 2 à 1 |                                                 |                                                 |                                                 |                                                 |
| Minnesota-San Antonio                              |                                                 |                                                 |                                                 |                                                 |
| 1                                                  | 16 septembre 2011                               | Minneapolis                                     | Minnesota-San Antonio                           | 66-65                                           |
| 2                                                  | 18 septembre 2011                               | San Antonio                                     | San Antonio-Minnesota                           | 84-75                                           |
| 3                                                  | 20 septembre 2011                               | Minneapolis                                     | Minnesota-San Antonio                           | 85-67                                           |
| Seattle-Phoenix Victoire de Phoenix par 2 à 1      |                                                 |                                                 |                                                 |                                                 |
| 1                                                  | 15 septembre 2011                               | Seattle                                         | Seattle-Phoenix                                 | 80-61                                           |
| 2                                                  | 17 septembre 2011                               | Phoenix                                         | Phoenix-Seattle                                 | 92-83                                           |
| 3                                                  | 19 septembre 2011                               | Seattle                                         | Seattle-Phoenix                                 | 75-77                                           |
| Finale de Conférence                               |                                                 |                                                 |                                                 |                                                 |
| Indiana-Atlanta: Victoire d'Atlanta par 2 à 1      |                                                 |                                                 |                                                 |                                                 |
| 1                                                  | 22 septembre 2011                               | Indianapolis                                    | Indiana-Atlanta                                 | 82-74                                           |
| 2                                                  | 25 septembre 2011                               | Atlanta                                         | Atlanta-Indiana                                 | 94-77                                           |
| 3                                                  | 27 septembre 2011                               | Indianapolis                                    | Indiana-Atlanta                                 | 67-83                                           |
| Conférence Est                                     |                                                 |                                                 |                                                 |                                                 |
| Minnesota-Phoenix Victoire de Minnesota par 2 à 0  |                                                 |                                                 |                                                 |                                                 |
| 1                                                  | 22 septembre 2011                               | Minneapolis                                     | Minnesota-Phoenix                               | 95-67                                           |
| 2                                                  | 25 septembre 2011                               | Phoenix                                         | Phoenix-Minnesota                               | 103-86                                          |
| Conférence Ouest                                   |                                                 |                                                 |                                                 |                                                 |
| Finale WNBA                                        |                                                 |                                                 |                                                 |                                                 |
| Minnesota-Atlanta Victoire de Minnesota par 3 à 0  |                                                 |                                                 |                                                 |                                                 |
| 1                                                  | 2 octobre 2011                                  | Minneapolis                                     | Minnesota-Atlanta                               | 88-74                                           |
| 2                                                  | 5 octobre 2011                                  | Minneapolis                                     | Minnesota-Atlanta                               | 101-95                                          |
| 3                                                  | 7 octobre 2011                                  | Atlanta                                         | Atlanta-Minnesota                               | 67-73                                           |

### All-Star Game
Le All-Star Game WNBA 2011 est accueilli, pour la première fois, par les Silver Stars de San Antonio le 23 juillet 2011 au AT&T Center. Il est diffusé en direct à partir de 15h30 (heure locale) sur ESPN. C'est seulement la seconde fois que le All-Star Game se déroule dans la conférence ouest.
La sélection de l'Est s'impose sur le score de 118 à 113. Swin Cash obtient son second titre de MVP du All-Star Game.

## Statistiques et récompenses

### Leaders de la saison régulière

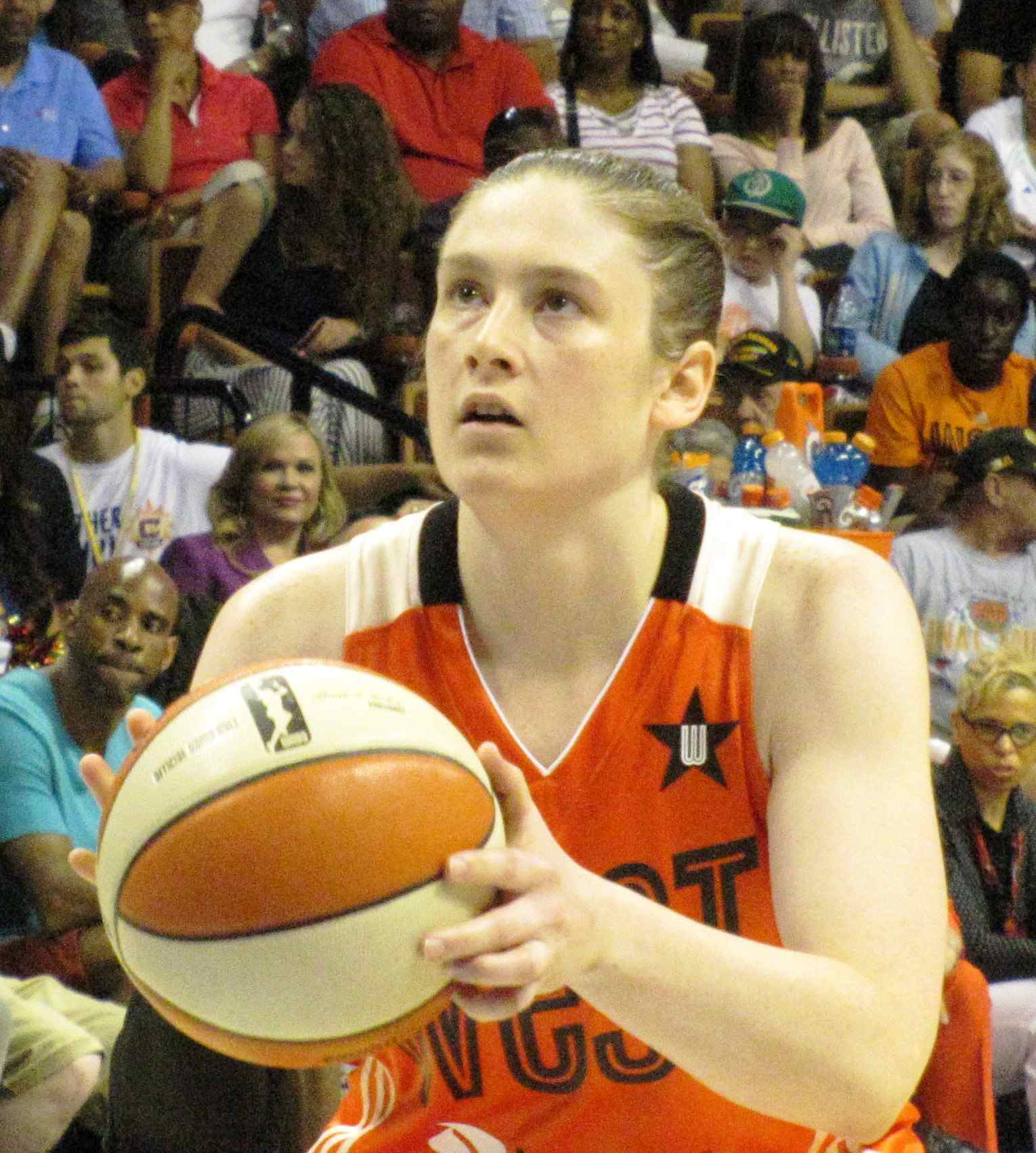
Lindsay Whalen, meilleure passeuse de la saison.

| Catégorie                  | Joueuse         | Équipe             | Statistiques     |
| -------------------------- | --------------- | ------------------ | ---------------- |
| Points par match           | Diana Taurasi   | Mercury de Phoenix | 21,6             |
| Rebonds par match          | Tina Charles    | Sun du Connecticut | 11,0             |
| Passes décisives par match | Lindsay Whalen  | Lynx du Minnesota  | 5,9              |
| Interceptions par match    | Sancho Lyttle   | Dream d'Atlanta    | 2,36             |
| Contres par match          | Sylvia Fowles   | Sky de Chicago     | 2,0              |
| % aux tirs                 | Sylvia Fowles   | Sky de Chicago     | 59,1 % (263–445) |
| % aux lancers francs       | DeWanna Bonner  | Mercury de Phoenix | 90,9 % (90–99)   |
| % à 3 points               | Jeanette Pohlen | Fever de l'Indiana | 46,8 % (29–62)   |

### Récompenses individuelles
| trophée                           | Joueuse                |
| --------------------------------- | ---------------------- |
| WNBA Most Valuable Player         | Tamika Catchings       |
| WNBA Finals MVP                   | Seimone Augustus       |
| WNBA Rookie of the Year           | Maya Moore             |
| WNBA Defensive Player of the Year | Sylvia Fowles          |
| WNBA Sixth Woman of the Year      | DeWanna Bonner         |
| WNBA Most Improved Player         | Kia Vaughn             |
| WNBA Coach of the Year            | Cheryl Reeve           |
| Kim Perrot Sportsmanship Award    | Sue Bird et Ruth Riley |

La WNBA désigne également deux meilleures équipes de la ligue, deux meilleures équipes défensives et l'équipe des débutantes.
| trophée                        | Joueuses                                                                        |
| ------------------------------ | ------------------------------------------------------------------------------- |
| All-WNBA First Team            | Tamika Catchings Angel McCoughtry Diana Taurasi Tina Charles Lindsay Whalen     |
| All-WNBA Second Team           | Seimone Augustus Sue Bird Sylvia Fowles Cappie Pondexter Penny Taylor           |
| WNBA All-Defensive First Team  | Rebekkah Brunson Tamika Catchings Sylvia Fowles Angel McCoughtry Tanisha Wright |
| WNBA All-Defensive Second Team | Swin Cash Tina Charles Katie Douglas Sancho Lyttle Armintie Price               |
| WNBA All-Rookie First Team :   | Courtney Vandersloot Danielle Robinson Maya Moore Danielle Adams Liz Cambage    |

### Récompenses
Comme la WNBA désigne au cours de la saison régulière des récompenses individuelles, comme la meilleure joueuse de la semaine ou la meilleure joueuse du mois.
Chaque semaine, la WNBA élit la meilleure joueuse dans chacune des deux conférences.
| Semaine                | Conférence Est   | Conférence Est      | Conférence Ouest | Conférence Ouest            |
| Semaine                | Joueuse          | Franchise           | Joueuse          | Franchise                   |
| ---------------------- | ---------------- | ------------------- | ---------------- | --------------------------- |
| 3 au 12 juin           | Katie Douglas    | Fever de l'Indiana  | Rebekkah Brunson | Lynx du Minnesota           |
| 13 au 19 juin          | Tina Charles     | Sun du Connecticut  | Candice Dupree   | Mercury de Phoenix          |
| 20 au 26 juin          | Cappie Pondexter | Liberty de New York | Penny Taylor     | Mercury de Phoenix          |
| 27 juin au 3 juillet   | Tina Charles     | Sun du Connecticut  | Swin Cash        | Storm de Seattle            |
| 4 au 10 juillet        | Cappie Pondexter | Liberty de New York | Sue Bird         | Storm de Seattle            |
| 11 au 17 juillet       | Sylvia Fowles    | Sky de Chicago      | Rebekkah Brunson | Lynx du Minnesota           |
| 18 au 24 juillet       | Angel McCoughtry | Dream d'Atlanta     | Seimone Augustus | Lynx du Minnesota           |
| 25 au 31 juillet       | Angel McCoughtry | Dream d'Atlanta     | Becky Hammon     | Silver Stars de San Antonio |
| 1 au 7 août            | Tina Charles     | Sun du Connecticut  | Seimone Augustus | Lynx du Minnesota           |
| 8 au 14 août           | Sylvia Fowles    | Sky de Chicago      | Diana Taurasi    | Mercury de Phoenix          |
| 15 au 21 août          | Angel McCoughtry | Dream d'Atlanta     | Candace Parker   | Sparks de Los Angeles       |
| 22 au 28 août          | Sylvia Fowles    | Sky de Chicago      | Seimone Augustus | Lynx du Minnesota           |
| 29 août au 4 septembre | Tina Charles     | Sun du Connecticut  | DeWanna Bonner   | Mercury de Phoenix          |
| 5 au 7 septembre       | Angel McCoughtry | Dream d'Atlanta     | Katie Smith      | Storm de Seattle            |

Chaque mois, la WNBA élit la meilleure joueuse dans chacune des deux conférences.
| Mois    | Conférence Est   | Conférence Est     | Conférence Ouest | Conférence Ouest  |
| Mois    | Joueuse          | Franchise          | Joueuse          | Franchise         |
| ------- | ---------------- | ------------------ | ---------------- | ----------------- |
| juin    | Tina Charles     | Sun du Connecticut | Rebekkah Brunson | Lynx du Minnesota |
| juillet | Angel McCoughtry | Dream d'Atlanta    | Seimone Augustus | Lynx du Minnesota |
| août    | Sylvia Fowles    | Sky de Chicago     | Lindsay Whalen   | Lynx du Minnesota |

De même, Chaque mois, la WNBA élit la meilleure rookie (débutante ou recrue) de la ligue.
| Mois    | Joueuse        | Franchise                   |
| ------- | -------------- | --------------------------- |
| juin    | Danielle Adams | Silver Stars de San Antonio |
| juillet | Maya Moore     | Lynx du Minnesota           |
| août    | Maya Moore     | Lynx du Minnesota           |